# Sismo do sul de Napa de 2014
O sismo do sul de Napa de 2014 ocorreu próximo da cidade de American Canyon, Califórnia em 24 de agosto de 2014 às 3:20 a.m., hora local (10:20 UTC), com magnitude de 6.0 MW. O epicentro do tremor foi localizado aproximadamente a 6 km a noroeste de Americam Canyon, próximo da "Falha do oeste de Napa".
O terremoto foi o maior a atingir a área da baía de São Francisco desde o Terremoto de Loma Prieta de 1989, 25 anos atrás. Danos significativos e vários incêndios foram reportados na área do vale de Napa. O sismo feriu aproximadamente 200 pessoas   e houve interrupção do fornecimento de energia elétrica que afetou mais de 69 000 consumidores.
Um sistema de aviso experimental, que está atualmente sendo desenvolvido pelo Laboratório Sismológico de Berkeley, emitiu um aviso 10 segundos antes do sismo. Este sistema poderia potencialmente dar tempo às pessoas se protegerem de ferimentos causados pela queda de detritos.

## Geologia
O sismo principal foi de magnitude 6.0, com uma profundidade de 10.7 km.  O USGS estimou que por volta de 15 000 pessoas sentiram o tremor com a intensidade severa, 106 000 pessoas de forma muito forte, 176 000 pessoas de forma forte e 738 000 de forma moderada.  O terremoto durou de 10 a 20 segundos, dependendo da localização.  Ao menos 5 sismos secundários foram sentidos, com magnitudes entre 2.6 a 3.6. O terremoto foi o maior ocorrido na área da baía de São Francisco desde o tremor de magnitude de 6.9 de Loma Prieta em 1989.

## Impacto
O governador da Califórnia Jerry Brown declarou estado de emergência logo após o sismo devido aos danos severos e à possibilidade de tremores secundários.

### Feridos
Aproximadamente 200 feridos foram atendidos no Centro Médico Quenn of de Valley.  Treze deles ficaram internados. A maioria dos ferimentos foram lacerações e escoriações devido aos detritos que caíram sobre as pessoas. Ao menos 6 feridos foram classificados como críticos. Uma mulher morreu em 5 de setembro de 2014 devido a uma hemorragia intracraniana causada por um objeto que caiu em sua cabeça durante o terremoto.

### Danos
Alguns edifícios no centro de Napa apresentaram danos extensivos. Pelo menos 69 000 pessoas ficaram sem energia elétrica, incluindo 27 000 na cidade de Napa. Pelo menos 30 ocorrências de falta e vazamentos de água, e aproximadamente 100 avisos de vazamentos de gás e quedas de linhas de transmissão de energia elétrica foram informados. Houve seis ocorrências de incêndios de grande porte.